# ノミ屋

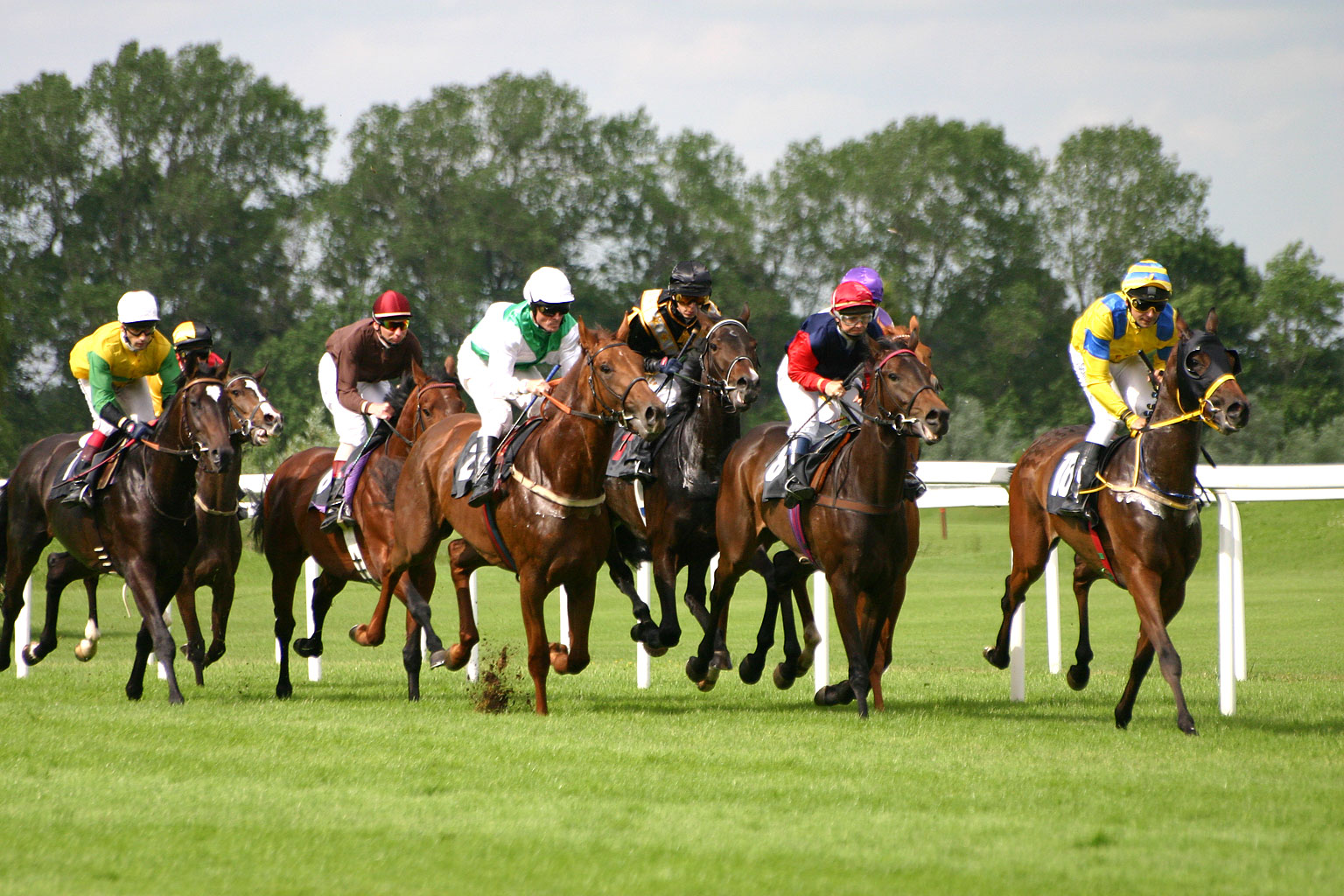
競馬

ノミ屋（ノミや）とは、日本に於ける公営競技などを利用して私設の投票所を開設している者のことである。また、その行為をノミ行為と言う。

## 語源
たとえば知人からお金を渡され、これである馬の馬券を買ってくれと頼まれたとする。頼まれた側が正規の馬券を購入すれば問題ないが、渡されたお金を馬券購入にあてず飲食などに消費して、万一的中したら配当金を自腹で払うこともできてしまう。この行為を「馬券を飲む」と表現し、これが業として常態化したのが「ノミ屋」である。

## 概要
日本の公営競技では配当金の決定にパリミュチュエル方式が採用されており、（投票券の種別によって多少上下はあるが）控除率が概ね25パーセント前後に設定されている。
日本中央競馬会など主催者は売上から25%程度を控除として差し引き、賞金や開催費用、人件費、設備費、国への納付金を支払い、残った75%は客への配当に充てられるが、私設のノミ屋は賞金や開催費用などの経費を払う必要はない。そのため日本中央競馬会などの主催者より控除率を下げることができる（「落ち」と言い、10%が多い）。つまり客は正規の馬券よりも約1割増の配当を受け取れる（こういったメリットがなければ法的なリスクのあるノミ屋を使う理由はない）。また、正規の施設（競馬場や場外馬券売り場）まで行かずとも賭けをすることが出来る手軽さもある。
また、「タネ銭がないときに立て替えてもらえる」「当選金は即日支払うがタネ銭の集金は次週まで猶予する」などの個別サービスをすることによって客を集める。例えば「ハズレ券の購入金額の10%を払い戻す」といった、特別なサービスを行っているノミ屋は少なくないという。
近年では三連単など高額配当が出る可能性のある投票種別が数多く登場している関係で、多くのノミ屋では購入できる投票券の種別を制限したり、「配当金の上限は100倍まで」などの制限を設けて対策している模様である。
ノミ屋の収入は、すなわち日本中央競馬会など主催者の売り上げの減少となり、それは国や地方公共団体への納付金の減少となる。また、ノミ屋は暴力団の資金源でもある。したがって日本ではノミ行為は法律で厳しく禁じられており、後述の1985年に高知競輪場で起きた暴力団抗争事件を機に厳しく取り締まられている。これは日本国内の主催者以外の団体・個人の主催によるものだけでなく、2021年現在日本国内にも進出している海外のブックメーカーが運営するサイトなど、国外に拠点を置きインターネットを通して馬券が購入できるといううたい文句を利用して主催した場合であっても、日本法では違法な犯罪行為・ノミ行為とみなされ、それの主催者は基より、これを購入した利用者であっても警察からの事情聴取、場合によっては書類送検や逮捕などにより厳しく処罰される可能性もある。
ノミ屋は競馬法第30条・自転車競技法第56条・小型自動車競走法第61条・モーターボート競走法第65条によって5年以下の懲役刑もしくは500万円以下の罰金刑が規定されている。ノミ屋の利用者は競馬法第33条・自転車競技法第58条・小型自動車競走法第63条・モーターボート競走法第68条によって100万円以下の罰金刑が規定されている。また、競馬法第29条の2・自転車競技法第54条・モーターボート競走法第13条・小型自動車競走法第58条の規定により、公営競技施行者職員は担当大臣の許可を得てノミ屋の利用者となって公営競技のノミ行為に関する情報を収集するおとり捜査をすることができる。

## 摘発・事件
1954年、最高裁判所は「（競輪の）私設車券場はノミ行為の有無を問わず違法」との判断を示したが、第二次世界大戦前から存在した競馬法には馬券購入の委託禁止の規定がなかった。このため私設車券場は私設馬券場へ転業、既存の私設馬券業者と合わせて事実上野放しとなった。警察が私設馬券売場の手入れを行っても競馬場で拾ってきたハズレ馬券の山を示し、実際に買っていると主張すれば摘発されなかったのである。警視庁は、馬券を買わなかった証拠を積み上げるなどでノミ屋の摘発を続けたが、浅草のノミ屋は1954年に約100軒、1955年には約400軒と急成長、全国の各都市でも同様に増加して最盛期を迎えた。農林省は1955年に競馬法を改正し、委託禁止規定を盛り込んだため大っぴらでできるものではなくなった。
1981年、当時TBSプロデューサーの居作昌果とザ・ドリフターズの仲本工事・志村けんがノミ行為で書類送検（連行・逮捕）された。仲本・居作は略式起訴され罰金刑、志村は金額が小さかったことから起訴猶予となった。
1985年2月23日、高知競輪場内で山口組系暴力団員が一和会系団員に発砲、死者2名重傷1名を出した。当時両団体は山一抗争と呼ばれる大規模な対立抗争中にあったが、この事件は団体間での対立の他にもノミ屋の縄張り争いも絡んでいたことから、これ以降公営競技での積極的な暴力団・ノミ屋排除が行われるようになった。

## 対策
1974年に行われた日本中央競馬会による電話投票の導入は、ノミ屋対策の一環でもあった。また、かつては場外発売場の発売締め切り時刻が早かったことなどもノミ屋の存在理由ともなっていたが、1980年代からの集計の電算化に伴いこれらの時間がレース直前まで延長されたことも対策のひとつとなった。2010年代以降になると、他の公営競技にも拡大してスマートフォンでも購入可能になっていること、主催者間の枠組みを超えて国内ばかりか海外のレースも購入できるようになるなどノミ屋が介在する余地は狭くなりつつある。

### 効果
2020年2月29日、新型コロナウイルスの流行に伴い、日本中央競馬会は競馬場を無観客、場外馬券売り場は閉鎖した状態でレース開催を始めたが、PATや電話投票が浸透していたこともあり、中央競馬の売り上げは18%の減少にとどまったほか、地方競馬のばんえい競馬に至っては前週の売り上げを上回る現象が見られた。2020年の時点で国内の公営競技の馬券や車券などは、買おうと思えば誰でも買える状態になっており、ノミ屋を利用する理由の一つがほぼ無くなっていることを意味した。
なお、ノミ屋行為は、長らく暴力団の伝統的資金獲得活動の一つであったが、警察による総検挙人員に占める資金獲得活動の構成比では、2006年時点で既に著しく低くなっていた。